# استبدال غير المتناهي

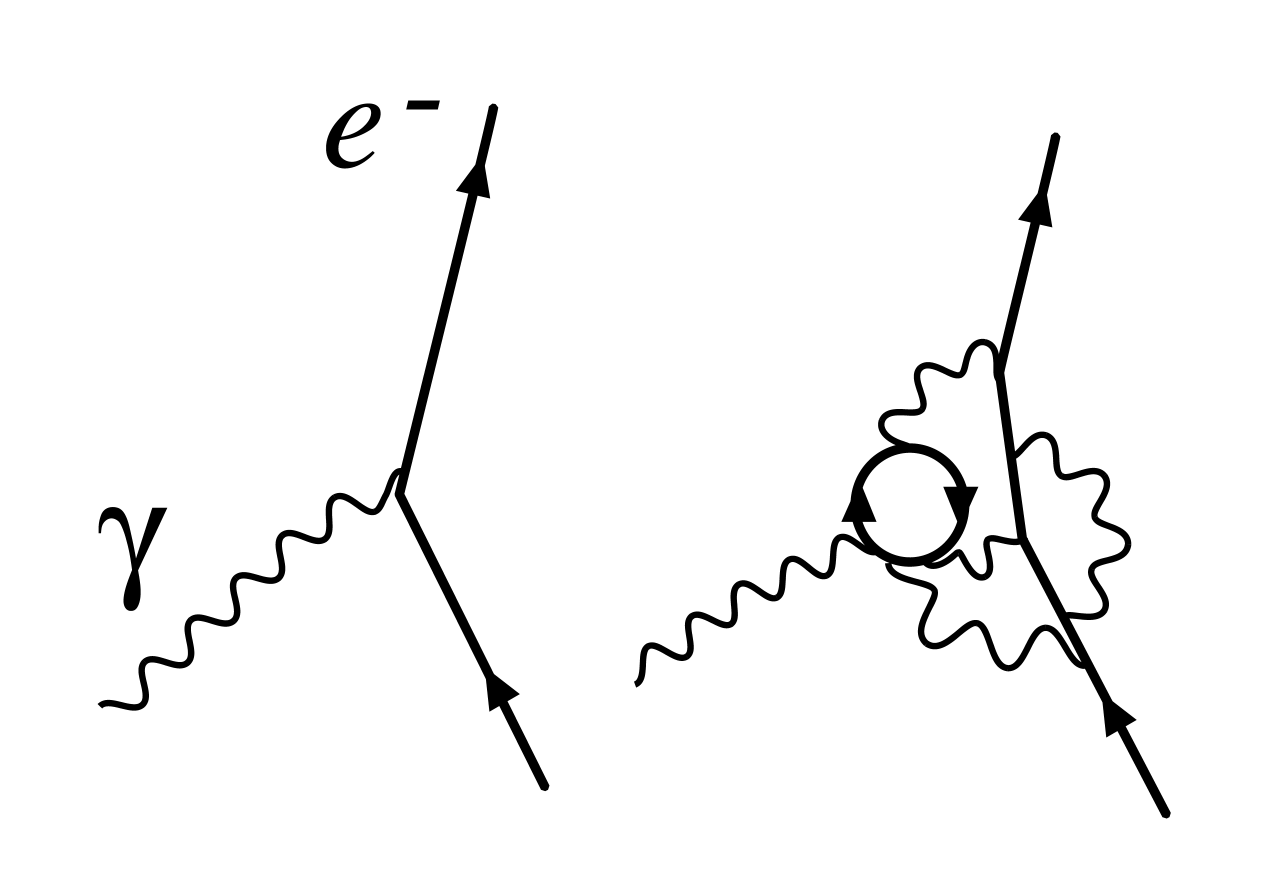

استبدال غير المتناهي استبدال المتغيرات غير المتناهية من الناحية النظرية (مثل الكتلة وشحنة الإلكترون) بما حصلنا عليه تجريبياً من القيم في حلول المعادلات في بعض النظريات الميكانيكية الكمومية (مثل الديناميكا الكهربائية الكمية).